# Gartness
Gartness es una aldea en Stirling, Escocia. Se encuentra a 1,8 millas/2.9 km de Killearn y a 3,1 millas/5 km de Drymen. La mayoría de los alumnos asisten a la Escuela Primaria de Killearn y los alumnos mayores asisten a la Escuela Secundaria de Balfron. El Endrick Water pasa por la aldea.
En 1572, John Napier tenía una finca en Gartness con su segunda esposa, Agnes Chisholm.

## Etimología
El nombre deriva del gaélico escocés Gart an Easa, que significa "campo cerrado junto al arroyo".

## Instalaciones
Aunque la aldea no dispone de instalaciones, hay una tienda de confianza que sirve a los caminantes de la famosa West Highland Way, y el Drymen Camping, un camping situado en la carretera hacia Drymen, también directamente en la ruta.